# Oiceoptoma picescens
Oiceoptoma picescens es una especie de escarabajo carroñero del género Oiceoptoma, categorizada en la tribu Silphini, de la subfamilia Silphinae. Fue descrita por Fairmaire en 1894.

## Distribución
Se distribuye por Asia: China.